# Cristian Palacios
Cristian Martín malacios Ferreira (Belén, Departamento de Salto, 2 de septiembre de 1990) es un futbolista uruguayo nacionalizado chileno que juega como delantero en Everton de la Primera División de Chile

## Trayectoria
Antes de su llegada a la capital, se desempeñó en su departamento, en el club Atlético Chaná hasta 2008. Su primer club en la capital fue Peñarol, con el cual debutó el 12 de septiembre de 2009 frente a Racing Club de Montevideo por la tercera fecha del Torneo Apertura 2009, convirtiendo su primer gol en Primera División en la décima fecha del Torneo Apertura 2010 frente a Liverpool. 
En enero de 2011 fue cedido a Central Español hasta junio del mismo año. En su primer partido oficial con la camiseta de Central Español (segunda fecha del Torneo Clausura 2011), convirtió tres goles contra Club Atlético Cerro, y se consagró goleador del torneo con 14 tantos. 
Volvió a Peñarol para la temporada 2011-12 pero jugó solamente tres partidos.  De esa manera fue cedido en enero de 2012 al Atlético Tucumán de Argentina a préstamo por un año. Luego estuvo en El Tanque Sisley, Olmedo de Ecuador y Juventud de las piedras. 
Regresó a Peñarol a mitad de 2015, donde ganó el Campeonato Uruguayo 2015-16, además en esta temporada convirtió 5 goles, entre ellos anotó el gol en la última fecha del Apertura 2015 para lograr el título frente a Juventud de Las Piedras.
En 2017 vuelve a Peñarol para jugar el Torneo Clausura, donde obtuvo el Campeonato Uruguayo 2017 marcando 10 goles.
En 2018 ficha por Puebla y tras un pésimo inicio, es enviado a préstamo en 2019 a Sporting Cristal y posteriormente a Unión Española en 2020. A inicios de 2021 rescindió su contrato con Puebla para que finalmente sea fichado por Unión Española por dos temporadas
En 2022 es fichado por Universidad de Chile jugando en total en toda la temporada 28 partidos y marcando 13 goles en total. La temporada siguiente, renueva su contrato hasta fines de 2024.

## Selección nacional
Ha sido internacional con la preselección sub-20 de Uruguay en 2009, previo al Mundial de Egipto.

## Estadísticas
Actualizado al último partido disputado el 10 de noviembre de 2024.
| Peñarol · Uruguay | 1.ª             | 2009-10         | 2   | 0   | —  | —  | 0  | 0 | 2   | 0   | 0.00 |
| Peñarol · Uruguay | 1.ª             | 2010-11         | 6   | 1   | —  | —  | 3  | 0 | 9   | 1   | 0.11 |
| Peñarol · Uruguay | Total 1.ª etapa | Total 1.ª etapa | 8   | 1   | 0  | 0  | 3  | 0 | 11  | 1   | 0.09 |
| Central Español · Uruguay | 1.ª             | 2010-11         | 14  | 15  | —  | —  | —  | — | 14  | 15  | 1.07 |
| Central Español · Uruguay | Total club      | Total club      | 14  | 15  | 0  | 0  | 0  | 0 | 14  | 15  | 1.07 |
| Peñarol · Uruguay | 1.ª             | 2011-12         | 3   | 0   | —  | —  | —  | — | 3   | 0   | 0.00 |
| Peñarol · Uruguay | Total 2.ª etapa | Total 2.ª etapa | 3   | 0   | 0  | 0  | 0  | 0 | 3   | 0   | 0.00 |
| Atlético Tucumán Argentina | 2.ª             | 2011-12         | 17  | 2   | 3  | 0  | —  | — | 20  | 2   | 0.1  |
| Atlético Tucumán Argentina | 2.ª             | 2012-13         | 1   | 0   | —  | —  | 0  | 0 | 1   | 0   | 0.00 |
| Atlético Tucumán Argentina | Total club      | Total club      | 18  | 2   | 3  | 0  | 0  | 0 | 21  | 2   | 0.1  |
| El Tanque Sisley · Uruguay | 1.ª             | 2012-13         | 11  | 2   | —  | —  | —  | — | 11  | 2   | 0.18 |
| El Tanque Sisley · Uruguay | 1.ª             | 2013-14         | 11  | 0   | —  | —  | 2  | 0 | 13  | 0   | 0.00 |
| El Tanque Sisley · Uruguay | Total club      | Total club      | 22  | 2   | 0  | 0  | 2  | 0 | 24  | 2   | 0.08 |
| Olmedo · Ecuador | 1.ª             | 2014            | 40  | 9   | —  | —  | —  | — | 40  | 9   | 0.23 |
| Olmedo · Ecuador | Total club      | Total club      | 40  | 9   | 0  | 0  | 0  | 0 | 40  | 9   | 0.23 |
| Juventud · Uruguay | 1.ª             | 2014-15         | 14  | 13  | —  | —  | —  | — | 14  | 13  | 0.93 |
| Juventud · Uruguay | Total club      | Total club      | 14  | 13  | 0  | 0  | 0  | 0 | 14  | 13  | 0.93 |
| Peñarol · Uruguay | 1.ª             | 2015-16         | 17  | 5   | —  | —  | 5  | 0 | 22  | 5   | 0.23 |
| Peñarol · Uruguay | Total 3.ª etapa | Total 3.ª etapa | 17  | 5   | 0  | 0  | 5  | 0 | 22  | 5   | 0.23 |
| Temperley Argentina | 1.ª             | 2016-17         | 10  | 0   | —  | —  | —  | — | 10  | 0   | 0.00 |
| Temperley Argentina | Total club      | Total club      | 10  | 0   | 0  | 0  | 0  | 0 | 10  | 0   | 0.00 |
| Montevideo Wanderers · Uruguay | 1.ª             | 2017            | 20  | 20  | —  | —  | 3  | 2 | 23  | 22  | 0.96 |
| Montevideo Wanderers · Uruguay | Total club      | Total club      | 20  | 20  | 0  | 0  | 3  | 2 | 23  | 22  | 0.96 |
| Peñarol · Uruguay | 1.ª             | 2017            | 12  | 10  | —  | —  | —  | — | 12  | 10  | 0.83 |
| Peñarol · Uruguay | 1.ª             | 2018            | 17  | 12  | —  | —  | 6  | 2 | 23  | 14  | 0.61 |
| Peñarol · Uruguay | Total 4.ª etapa | Total 4.ª etapa | 29  | 22  | 0  | 0  | 6  | 2 | 35  | 24  | 0.69 |
| Puebla · México | 1.ª             | 2018-19         | 9   | 0   | 5  | 2  | —  | — | 14  | 2   | 0.14 |
| Puebla · México | Total club      | Total club      | 9   | 0   | 5  | 2  | 0  | 0 | 14  | 2   | 0.14 |
| Sporting Cristal · Perú | 1.ª             | 2019            | 33  | 14  | 4  | 0  | 10 | 5 | 47  | 19  | 0.4  |
| Sporting Cristal · Perú | Total club      | Total club      | 33  | 14  | 4  | 0  | 10 | 5 | 47  | 19  | 0.4  |
| Unión Española · Chile | 1.ª             | 2020            | 22  | 15  | —  | —  | —  | — | 22  | 15  | 0.68 |
| Unión Española · Chile | 1.ª             | 2021            | 26  | 16  | 7  | 2  | 2  | 0 | 35  | 18  | 0.51 |
| Unión Española · Chile | Total club      | Total club      | 48  | 31  | 7  | 2  | 2  | 0 | 57  | 33  | 0.58 |
| Universidad de Chile · Chile | 1.ª             | 2022            | 22  | 10  | 6  | 3  | —  | — | 28  | 13  | 0.46 |
| Universidad de Chile · Chile | 1.ª             | 2023            | 24  | 9   | 2  | 1  | —  | — | 26  | 10  | 0.38 |
| Universidad de Chile · Chile | 1.ª             | 2024            | 25  | 11  | 8  | 2  | —  | — | 33  | 13  | 0.39 |
| Universidad de Chile · Chile | Total club      | Total club      | 71  | 30  | 16 | 6  | 0  | 0 | 87  | 36  | 0.41 |
| Total carrera | Total carrera   | Total carrera   | 356 | 164 | 35 | 10 | 31 | 9 | 422 | 183 | 0.43 |
| (1) Incluye datos de Copa Argentina, Copa Bicentenario y Copa Chile. (2) Incluye datos de la Copa Libertadores y Copa Sudamericana. |                 |                 |     |     |    |    |    |   |     |     |      |

#### Tripletes
| Partidos en los que anotó tres o más goles | Partidos en los que anotó tres o más goles | Partidos en los que anotó tres o más goles | Partidos en los que anotó tres o más goles | Partidos en los que anotó tres o más goles | Partidos en los que anotó tres o más goles | Partidos en los que anotó tres o más goles |
| N.º                                        | Fecha                                      | Estadio                                    | Partido                                    | Goles                                      | Resultado                                  | Competición                                |
| ------------------------------------------ | ------------------------------------------ | ------------------------------------------ | ------------------------------------------ | ------------------------------------------ | ------------------------------------------ | ------------------------------------------ |
| 1                                          | 13 de febrero de 2011                      | Luis Tróccoli, Montevideo                  | Cerro - Central Español                    |                                            | 1 - 5                                      | Campeonato Uruguayo (Clausura) 2010-11     |
| 2                                          | 3 de abril de 2011                         | Parque Palermo, Montevideo                 | Central Español - Rampla Juniors           |                                            | 5 - 1                                      | Campeonato Uruguayo (Clausura) 2010-11     |
| 3                                          | 24 de mayo de 2015                         | Luis Méndez Piana, Montevideo              | Rampla Juniors - Juventud                  |                                            | 1 - 3                                      | Campeonato Uruguayo (Clausura) 2014-15     |
| 4                                          | 5 de marzo de 2017                         | Parque Osvaldo Roberto, Montevideo         | Racing - Montevideo Wanderers              |                                            | 0 - 3                                      | Campeonato Uruguayo (Apertura) 2017        |
| 5                                          | 18 de marzo de 2017                        | Belvedere, Montevideo                      | Liverpool - Montevideo Wanderers           |                                            | 0 - 4                                      | Campeonato Uruguayo (Apertura) 2017        |
| 6                                          | 14 de octubre de 2017                      | Centenario, Montevideo                     | Rampla Juniors - Peñarol                   |                                            | 1 - 4                                      | Campeonato Uruguayo (Clausura) 2017        |
| 7                                          | 13 de julio de 2019                        | Alberto Gallardo, Lima                     | Sporting Cristal - Sport Huancayo          |                                            | 3 - 0                                      | Torneo Clausura 2019                       |
| 8                                          | 14 de octubre de 2020                      | Monumental, Santiago                       | Colo-Colo - Unión Española                 |                                            | 3 - 5                                      | Primera División de Chile 2020             |
| 9                                          | 6 de febrero de 2022                       | Nicolás Chahuán, Valparaíso                | Unión La Calera - Universidad de Chile     |                                            | 2 - 4                                      | Primera División de Chile 2022             |

## Palmarés

### Títulos nacionales
| Título              | Club                 | País    | Año  |
| ------------------- | -------------------- | ------- | ---- |
| Torneo Clausura     | Peñarol              | Uruguay | 2010 |
| Campeonato Uruguayo | Peñarol              | Uruguay | 2010 |
| Torneo Apertura     | Peñarol              | Uruguay | 2015 |
| Campeonato Uruguayo | Peñarol              | Uruguay | 2016 |
| Torneo Clausura     | Peñarol              | Uruguay | 2017 |
| Campeonato Uruguayo | Peñarol              | Uruguay | 2017 |
| Supercopa Uruguaya  | Peñarol              | Uruguay | 2018 |
| Campeonato Uruguayo | Peñarol              | Uruguay | 2018 |
| Copa Chile          | Universidad de Chile | Chile   | 2024 |

### Torneos internacionales amistosos
| Título       | Club    | País    | Año  |
| ------------ | ------- | ------- | ---- |
| Trofeo Ágora | Peñarol | Uruguay | 2011 |

### Distinciones individuales
| Distinción                                         | Año  |
| -------------------------------------------------- | ---- |
| Máximo goleador del Torneo Clausura (15 goles)     | 2011 |
| Máximo goleador del Torneo Clausura (13 goles)     | 2015 |
| Máximo goleador del Torneo Apertura (15 goles)     | 2017 |
| Máximo goleador del Torneo Clausura (10 goles)     | 2017 |
| Máximo goleador del Campeonato Uruguayo (30 goles) | 2017 |
| Mejor delantero del Campeonato Uruguayo            | 2017 |
| Jugador del Mes (mayo)                             | 2018 |
| Máximo goleador del Torneo Intermedio (8 goles)    | 2018 |